# Stevens (stacja metra)
Stevens – podziemna stacja Mass Rapid Transit (MRT) w Singapurze, która jest częścią Downtown Line. Została otwarta 27 grudnia 2015. Stacja znajduje się w Tanglin. W przyszłości będzie stacją węzłową z linią Thomson-East Coast Line.